# Nikołaj Nojew
Nikołaj Nojew (ros. Николай Ноев, ur. 24 lutego 1988)  – tadżycki zapaśnik w stylu wolnym. Olimpijczyk z Londynu 2012, gdzie zajął osiemanste miejsce w kategorii 55 kg. 
Zajął trzynaste miejsce na mistrzostwach świata w 2011. Piąty na mistrzostwach Azji w 2012 i 2013 roku.